# Football aux Jeux africains de 1978
Navigation
Lagos 1973 Nairobi 1987
Le tournoi de football aux Jeux africains de 1978 se déroule à Alger et se conclut sur la victoire de l'Algérie contre le Nigeria en finale. Le Ghana termine à la troisième place.
La compétition est marquée par le retrait avant la fin des Jeux de la délégation égyptienne sur décision du Premier ministre égyptien Mamdouh Salem après des incidents lors du match de football Libye-Égypte du 22 juillet, dans un contexte de tensions politiques entre ces pays concernant la politique au Proche-Orient,. Les footballeurs libyens sont quant à eux disqualifiés.

## Tournoi final

### Premier tour

#### Groupe A
| Rang | Équipe  | Pts | J | G | N | P | Bp | Bc | Diff |
| ---- | ------- | --- | - | - | - | - | -- | -- | ---- |
| 1    | Algérie | 5   | 3 | 2 | 1 | 0 | 6  | 2  | +4   |
| 2    | Égypte  | 5   | 3 | 2 | 1 | 0 | 6  | 2  | +4   |
| 3    | Libye   | 2   | 3 | 1 | 0 | 2 | 3  | 4  | -1   |
| 4    | Malawi  | 0   | 3 | 0 | 0 | 3 | 2  | 9  | -7   |

| Sélectionneur : |
| Taha Ismail     |

| Sélectionneur :  |
| Rachid Mekhloufi |

| Sélectionneur : |
| Taha Ismail     |

| Sélectionneur :  |
| Rachid Mekhloufi |

| 14 juillet 1978 | Libye | 2 - 1 | Malawi |                                |
|                 |       |       |        | Stade du 5-Juillet-1962, Alger |

| Sélectionneur :  |
| Rachid Mekhloufi |

| Sélectionneur : |
| Ferhat Salem    |

| Sélectionneur :  |
| Rachid Mekhloufi |

| Sélectionneur : |
| Ferhat Salem    |

| 18 juillet 1978 | Égypte        | 4 - 1 | Malawi |                                |                                |
|                 | Hamama · Nouh |       |        | Stade du 5-Juillet-1962, Alger | Stade du 5-Juillet-1962, Alger |

| Sélectionneur :  |
| Rachid Mekhloufi |

| Sélectionneur : |
| Ted Powell      |

| Sélectionneur :  |
| Rachid Mekhloufi |

| Sélectionneur : |
| Ted Powell      |

| 22 juillet 1978 | Égypte     | 1 - 0 (match abandonné) | Libye |                                |                                |
|                 | El Khawaga |                         |       | Stade du 5-Juillet-1962, Alger | Stade du 5-Juillet-1962, Alger |

#### Groupe B
| Rang | Équipe   | Pts | J | G | N | P | Bp | Bc | Diff |
| ---- | -------- | --- | - | - | - | - | -- | -- | ---- |
| 1    | Nigeria  | 4   | 3 | 1 | 2 | 0 | 3  | 1  | +2   |
| 2    | Ghana    | 4   | 3 | 1 | 2 | 0 | 3  | 2  | +1   |
| 3    | Cameroun | 2   | 3 | 0 | 2 | 1 | 2  | 3  | -1   |
| 4    | Mali     | 2   | 3 | 0 | 2 | 1 | 3  | 5  | -2   |

| 14 juillet 1978 | Nigeria | 3 - 1 | Mali | Alger |  |
|                 |         |       |      |       |  |

| 14 juillet 1978 | Ghana | 2 - 1 | Cameroun | Alger |  |
|                 |       |       |          |       |  |

| 17 juillet 1978 | Nigeria | 0 - 0 | Cameroun | Alger |  |
|                 |         |       |          |       |  |

| 17 juillet 1978 | Ghana | 1 - 1 | Mali | Alger |  |
|                 |       |       |      |       |  |

| 21 juillet 1978 | Nigeria | 0 - 0 | Ghana | Alger |  |
|                 |         |       |       |       |  |

| 21 juillet 1978 | Cameroun | 1 - 1 | Mali | Alger |  |
|                 |          |       |      |       |  |

### Phase finale

#### Demi-finales
| Sélectionneur :  |
| Rachid Mekhloufi |

| Sélectionneur : |
| Osam Duodi .    |

| Sélectionneur :  |
| Rachid Mekhloufi |

| Sélectionneur : |
| Osam Duodi .    |

| 25 juillet 1978 | Nigeria | 1 - 0 | Malawi |  |  |
|                 |         |       |        |  |  |

#### Match pour la troisième place
| 28 juillet 1978 | Ghana | 1 - 0 | Malawi |                                |
|                 |       |       |        | Stade du 5-Juillet-1962, Alger |

#### Finale
| Sélectionneur :  |
| Rachid Mekhloufi |

| Sélectionneur : |
| tiko .          |

| Sélectionneur :  |
| Rachid Mekhloufi |

| Sélectionneur : |
| tiko .          |